# Montauriol, Aude

Montauriol este o comună în departamentul Aude din sudul Franței. În 1 ianuarie 2022 avea o populație de 84 de locuitori.